# 알밀라 바그리아지크
알밀라 바그리아치크(Almila Bagriacik, 1990년 7월 10일 ~ )는 터키의 배우로, 독일 연예계에서 활동하는 인물이다.

## 출연 작품
- 포화 속의 자매 (2020)
- 호두르 (2015)